# Jassargus flori
Jassargus flori är en insektsart som beskrevs av Franz Xaver Fieber 1869. Jassargus flori ingår i släktet Jassargus och familjen dvärgstritar. Arten är reproducerande i Sverige. Inga underarter finns listade i Catalogue of Life.